# Демонстрации в Грузии (1978)

Демонстрации в Грузии (груз. თბილისის დემონსტრაციები) — массовые митинги протеста 14 апреля 1978 года в Грузинской ССР, в первую очередь в столице республики — Тбилиси, против замены государственного языка в республике с грузинского на русский.

## События
В 1977 году была принята новая конституция СССР и в республиках стали готовиться новые проекты конституций. В 1978 году в грузинской газете «Заря Востока», издаваемой на русском языке, была опубликована статья 75 проекта конституции Грузинской ССР следующего содержания:
Грузинская ССР обеспечивает употребление в государственных и общественных органах, культурных и других учреждениях русского языка и осуществляет всемерную заботу о его развитии.

В Грузинской ССР на основе равноправия обеспечивается свободное употребление во всех органах и учреждениях русского, а также других языков, которыми пользуется население.

Какие-либо привилегии или ограничения в употреблении тех или иных языков не допускаются.— газета «Заря Востока» согласно книге «История инакомыслия в СССР» Л. Алексеевой
В действующей на тот момент конституции 1937 года статья о языке звучала так:
Государственным языком Грузинской ССР является грузинский язык.

Национальным меньшинствам, населяющим территорию Грузинской ССР, обеспечивается право свободного развития и употребления родного языка как в своих культурных, так и государственных учреждениях.Статья 156. Конституция Грузинской ССР 1937 года.
Таким образом, в случае принятия указанной выше редакции грузинский язык потерял бы свой статус государственного языка Грузинской ССР.
Среди студенческой и преподавательской среды прошёл слух, что грузинский язык по новой конституции Грузии больше не будет государственным. Митинги не были спонтанными: дочь директора «Грузия-фильм» Резо Чхеидзе, студентка Тбилисского университета Тамрико Чхеидзе распространяла листовки с призывами выйти на демонстрацию.
События были спровоцированы желанием грузинской интеллигенции сохранить у грузинского языка статус официального языка Грузии наряду с русским языком, согласно тому, что двуязычие и даже многоязычие уже стало стандартной, юридически закреплённой практикой в остальных национальных республиках и автономиях СССР. Исключение из правила долгое время составляли три закавказские республики. Модификация конституции в Азербайджане не вызвала активных протестов, ситуация в Армении была более напряжённой, но только в Грузии начались массовые митинги протеста, хотя статьи конституции о государственных языках закавказских республик были идентичны. Верховный Совет Грузинской ССР, а также партийный аппарат республики во главе с Э. А. Шеварднадзе осторожно, но довольно настойчиво поддержали протесты. В итоге Шеварднадзе зачитал перед собравшимися текст 75-й статьи новой конституции Советской Грузии:
Государственным языком Грузинской Советской Социалистической Республики является грузинский язык.

Грузинская ССР осуществляет государственную заботу о всемерном развитии грузинского языка и обеспечивает его употребление в государственных и общественных органах, учреждениях культуры, просвещения и других.

В Грузинской ССР обеспечивается свободное употребление в этих органах и учреждениях русского и других языков, которыми пользуется население.

Какие-либо привилегии или ограничения в употреблении тех или иных языков не допускаются.Конституция Грузинской ССР 1978 года

## Предпосылки
Активность грузинского населения в языковом вопросе объяснялась несколькими факторами. Большинство протестов были вызваны «половинчатой» национальной политикой самого же Кремля, который поощрял коренизацию, а в качестве «национально-культурных» уступок допускал некоторую, постоянно увеличивающуюся «приватизацию местной власти» национальными элитами республик, что в свою очередь, ещё больше стимулировало активность националистически настроенной элиты, в основном, представителей среднего слоя партийной и хозяйственной номенклатуры, интеллигенции. Во избежание прямого конфликта властных элит Кремля и Грузии, митинги преподносились властями Грузии как «молодёжная инициатива». Задачи протестующих облегчала относительная демографическая молодость грузин, наличие традиций собственной государственности и разного рода национальные преференции, заложенные самой советской системой. Особую активность проявило грузинское студенчество Тбилиси. Особенно выделился Тбилисский государственный университет, где в 1976 году часть технических курсов перешла на русский язык преподавания, вызвав скрытое и явное недовольство грузинской национальной интеллигенции. В демонстрации участвовало до 100 тыс. чел.
Интересно, что позициям грузинского как национального и тем более родного языка грузин прямой угрозы от русского фактически уже давно не было, так как русское население Грузии интенсивно сокращалось с начала 1960-х за счёт миграции. К концу 1970-х дерусификация республик Закавказья приняла необратимый характер. Однако русский язык и русская культура по-прежнему служили в роли буфера между растущими амбициями грузинской элиты и другими национальными элитами автономий, опасающихся нарастающей грузинизации республики.
Поэтому митинги грузин осложнили отношения грузинской национальной элиты с многочисленными национальными меньшинствами Грузии. 29 марта 1978 года в нескольких сёлах Гудаутского района Абхазии состоялись сходы, на которых было подписано «Письмо 130-ти» и вновь звучали требования прекратить массовое переселение грузин на территорию Абхазии. В результате Абхазская АССР по новой конституции получила 3 официальных языка: абхазский, грузинский и русский.

## Последствия
По итогам демонстрации грузинский язык остался единственным государственным в республике. Протесты в Грузии стали первым испытанием для русскоязычного руководства советской власти на прочность со стороны местных национальных элит, которое оно не прошло. Вкус победы поставил под сомнение национальную политику советской власти в других республиках.

## Дальнейшие события
- 14 апреля в независимой Грузии отмечается как День родного языка.